# 피부 깊숙이
피부 깊숙이(Skin Deep)는 미국에서 제작된 블레이크 에드워즈 감독의 1989년 코미디 영화이다. 존 리터 등이 주연으로 출연하였고 토니 애덤스 등이 제작에 참여하였다.
개봉명은 피부 깊숙히이다.

## 출연

### 주연
- 존 리터
- 빈센트 가데니아
- 알리슨 리드

### 조연
- 조엘 브룩스
- 줄리앤 필립스
- 첼시 필드
- 피터 도너
- 돈 고돈
- 니나 포크

## 제작진
- 미술: 로저 마우스
- 의상: 놀런 밀러